# Enriquillo (novela)
Enriquillo es una novela histórica dominicana escritar por Manuel de Jesús Galván y publicada entre 1879 y 1882. Ubicada en el siglo XVI, la novela narra el Alzamiento del cacique taíno Enriquillo en contra de los españoles.

## Historia
La novela está dividida en tres partes. La primera parte narra la historia de Ana de Guevara, una india viuda de un español, y su hija Mencía después de la masacre a la población nativa en la tierra de Jaragua. Ambas son protegidas por Nicolás de Ovando, gobernador y autor de la masacre. Junto a ellas sobrevive un niño, Guarocuya, perteneciente a la aristocracia Jaragua y sobrino de la india Anacaona. El niño es finalmente criado por los franciscanos. Igualmente se narra el matrimonio de Diego Colón y su llegada a Santo Domingo.
La segunda parte narra las aventuras amorosas de Juan de Grijalva y María de Cuéllar, quien se casa con Diego Velásquez. También se narra la ordenación de Bartolomé de las Casas.
La tercera parte da cuenta del matrimonio de Enriquillo y Mencía, de cómo se afecta por Pedro de Mojica, lo que lleva a Enriquillo a romper con su educación española y regresar a la montaña con los demás indígenas, la historia de este levantamiento y su fin.
- Datos: Q5834045